# کادت (میزوری)
کادت (به انگلیسی: Cadet) یک منطقهٔ مسکونی در ایالات متحده آمریکا است که در شهرستان واشینگتن، میزوری واقع شده‌است. کادت ۲۴۴ متر بالاتر از سطح دریا واقع شده‌است.